# ساحر نساء أشبيلية (مسرحية)
مسرحية ساحر نساء أشبيلية أو كما تعرف أيضا باسم «ضيف من حجر» تم نشر المسرحية عام 1630 م، وهي مسرحية من ثلاث فصول للكاتب المسرحي الأسباني «تيرسو دي مولينا».هذه المسرحية تعد نموذج للمسرح الإسباني في العصر الذهبي، وما به من عوامل مساعدة درامية يأتي مشابها لتلك التي تحدد هذا الفن المسرحي.

## الحبكة
تتكون المسرحية من ثلاث فصول

### الفصل الأول
تبدأ المسرحية في قصر نابولي حيث يغرر دون خوان بالدوقة إيسابيلا وقد نجح في خداعها والإحلال محل حبيبها الدوق أوكتابيو. يهرب دون خوان ويهلع ملك نابولي وحاشيته تلبية لصرخات الدوقة إيسابيلا. يعين الملك دون بيدرو تينوريو «عم دون خوان» وسفير إسبانيا، محققا لمعرفة الجاني ولكن دون بيدرو يري دون خوان ويتركه يهرب ويتهم دون أوكتابيو. وعلي هذا يأمر الملك بالقبض علي دون أوكتابيو، ولكن دون بيدرو يحذر الأخير ويسمح له بالهروب محاولا تفادي الكثير من تعقيدات هذا الحادث.
يتبع ذلك الانتقال إلي شاطئ طاركونة حيث نجد تيسنيا «صائدة السمك» وهي تتغني بكبرياء بتحررها من الحب في مونولوج طويل حتي تري بين الأمواج دون خوان غارقا فتنقذه تيسبيا بمساعدة بقية الصائدين إلا أنها تأخذه بين ذراعيها وتستسلم له.
يقوم الكاتب بتعليق قصة تيسبيا دون نهاية، في تقنية ستتكرر كثيرا خلال المسرحية، وينتقل إلي مشهد آخر يدور بين دون ألونسو «ملك قشتالة» وقائد فرسان قلعة رباح «دون جونثالو دي أويوا» حيث يحكي هذا الأخير عن مهمته كسفير إلي البرتغال ويمدح كثيرا هذا البلد. يعرض الملك تزويج أنا «ابنة جونثالو»، من دون خوان تينوريو.
في المشهد التالي نعود إلي تيسبيا حيث ينتهي هذا الحدث المعلق بخداع الفتاة وهروب دون خوان وسط صراخها وقد ساعده علي ذلك فرستين كانت تيسبيا قد وضعتهما تحت تصرفه كزما منها. ينتهي الفصل الأول بالبكاء المشجي لتسبيا.

### الفصل الثاني
يبدأ الفصل الثاني في قصر ملك قشتالة دون ألونسو حيث يصل إلي علمه أنباء مغامرات دون خوانفي نابولي وأيضا دون أوكتابيو الهارب فيقرر الملك في النهاية تزويجه من دونيا أنا.
يتبع ذلك مشاهد التلاقي بين دون خوان وأوكتابيو ثم بين الأول والماركيز دي لاموتا حيث يدور حوار الأصحاب يبين البعد الأخلاقي لهاتين الشخصيتين ومغاماراتهما النسائية.
و بفعل الصدفة، يقع في يد دون خوان رسالة حب من دونيا أنا إلي الماركيز حيث تحدد فيها موعدا للقائها لقضاء الليلة معا. بعد حديث قصير بين دون خوان وأبيه، حيث أستهزاء خوان بغضي أبيه ولومه المتزايد بسبب قبح مواقف دون خوان المتتالية، يتوجه الأخير إلي بيت دونيا أنا ويوهمها بأنه هو الماركيز دي لا موتا وغرر بها وتكتشف في النهاية الخديعة فتصرخ فيهرع إليها الأب وتدور بينه وبين دون خوان معركة يقتل بها الأب.
بعد هذه الأحداث المأساوية ننتقل لمشهد ومكان آخر حيث يقطع دون خوان الهارب صفو حفل زفاف «أمينتا وباتريثيو» ويستعد دون خوان لمغامرة جديدة تظل معلقة حتي الفصل الثالث.

### الفصل الثالث
يبدأ الفصل الثالث بتأملات باتريثيو وقلقه علي مصير الزواج وغيرته من دون خوان، ذلك الفارس الذي تجرأ بمغازلة حبيبته بوقاحة أثناء حفل الزفاف الذي لم يتم. أما دون خوان فيقنع جاسينو الأب بل وحتى أمينتا نفسها بالزواج منه وتنتهي هذه الخدعة بسرعة وكالمعتاد.
ننتقل إلي شاطئ طاركونة حيث تقابل الدوقة إيسابيلا، وهي في طريقها إلي قشتالة للزواج من دون خوان، تلتقي بصيادة السمك «تيسبيا» وتحكي لها الأخيرة خداع دون خوان لها.
ننتقل إلي الكنيسة في أشبيلية حيث يحتمي دون خوان هناك ويجد طريح دون جونثالو فيهزأ بالمتوفى ويدعوه إلي العشاء في بيته دون تفكير في تحذيرات تابعه كاتالينيون وحثه علي التوبة، وهي محاولات مسمترة دون توقف منذ بداية المسرحية. يلبي تمثال دون جونثالو الدعوة وبل ويدعو دون جونثالو دون خوان علي العشاء بالكنيسة.
ننتقل إلي قصر ملك قشتالة حيث تتجمع ضحايا دون خوان مطالبة بالثأر ويعلم الملك بجميع الجرائم التي ارتكبها خوان، وعلي أساسه يقرر معاقبة دون خوان.
لكن الجزاء لن يأتي علي يد الملك، حيث يلبي خوان دعوة التمثال الحجري الذي يمسك بيد خوان ويجذبه إلي الجحيم السقلي فيهلك دون خوان المغامر المستهتر الساخر من كل قيم عصره.
تنتهي المسرحية بطريقة نمطية حيث يخبر كاتالينيون الحضور في قصر ملك قشتالة بمصير دون خوان ويتم إصلاح الفوضى بإعلان الملك عن تزويج أنا من الماركيز دي لاموتا، والدوقة إيسابيلا من الدوق أوكتابيو، وأمينتا من باتريثيو. كما يتم الإعلان عن قرار نقل ضريح دون جونثالو دي أويوا إلي مدريد بهدف تخليد ذكراه كونه المخلص لهم من هذا المغامر «خوان».

## البناء الدرامي
هذا العمل مثل غالبية أعمال تيرسو وأعمال كتاب الدراما الإسبان في القرن السابع عشر، حيث ينتمي العمل من ناحية بنائه إلي مفهوم ديناميكية الحدث، والذي يأتي متوافق ومتناغم مع حياة البطل هنا «دون خوان»، حيث يعيش دون خوان في عجالة من أمره، وتبدأ مغامراته في حجرة نوم الدوقة إيسابيلا في نابولي، وتنتهي في إحدى كنائس أشبيلية، أمام قبر جونثالو دي أويوا، حيث تمر حياة دون خوان كما لو كانت برقا خاطفا بين الحب والموت، بين المتعة والعقاب. لهذا أطلق أميريكو كاسترو علي هذا العمل اسم «الريح الغرامية العاتية».

## الزمن بالمسرحية
عبر عالم الدراما كله يمر الزمن -الزمن الحيوي والزمن الدرامي- زمن الشخصية وزمن الحدث مثل العاصفة، حيث ينتقل البطل من مغامرة لأخري كما ينتقل الحدث من موقف لآخر بديناميكية مماثلة، وفي هذه الصياغة المزدوجة للزمن، الذي يعد المسئول الوحيد عنه كما هو منطقي «تيرسو دي مولينا» أي الكاتب ذاته.

## الشخصيات[3]
- دون خوان تينوريو: ابن دون دييجو.
- دون بيدرو تينوريو: عم دون إزيكييل.
- كاتالينيون: تابع دون خوان.
- دون ألونسو: ملك قشتالة.
- الدوق أوكتابيو.
- الدوقة إيسابيلا.
- دون جونثالو دي أويوا: قائد فرسان قلعة رباح.
- دونيا أنا دي لاموتا: إبنه قائد فرسان قلعة رباح.
- تيسبيا: صائدة سمك.
- جاسينو: مزارع.
- أمينتا: قريبة ابنة جاسينو.
- باتريثيو: مزارع «خطيب أمينتا».

## جوانب من شخصية دون خوان
دون خوان شخصية ليس لديها وقت تهدره، كذلك بقائه بلا حركة يعني رفض لكينونته التي هو عليها «كينونة الإنسان الذي يتمتع وينتقل من مغامرة لأخري، طالبا متعة جديدة»، ومع هذا لا تعد المتعة -في ذاتها- بالنسبة لخوان هي الهدف الذي يسعى إليه وإنما المتعة الجديدة علي الدوام.
كذلك يتضح من خلال سلسلة المغامرات التي يقوم دون خوان بها أنه لا يبحث عن امرأة بعينها أو سمات بامرأة، فانتقالة ما بين الدوقة إيسابيلا وتيسبيا وأمينتا يعني أنه لا يبحث، بل أنه يعثر علي المتعة، فشخصيته لا تتألف من الذكاء والحسابات الدقيقة لهذه الغامرات بل توافر لديه حس الغريزة والحظ الوافر، الذي يسمح له بكل هذا.
كذلك كونه يرحل لمغامرة أخري لا يحدث نتيجة لترتيبات بل هو هروب من مغامرة ليقع بأخري، فاللحظة هي التي تكونه. دون خوان شخصية عفوية دون ترتيبات يرسمها تيرسيو دي مولينا دون ذاكرة من الماضي أو خيال للمستقبل، ولذه فليس بإمكانه التوبة أو الندم، فدون خوان شخصية لا تري للماضي وجود، كذلك المستقبل وذلك كما يأتي علي لسانه بالمسرحية بقوله:
| ساحر نساء أشبيلية (مسرحية) | يا لطول ما تعهد به إلي | ساحر نساء أشبيلية (مسرحية) |

هذا التعبير الذي ينم عن عجزه بجعل المستقبل له وجود.
و هذا يعكس جانب آخر من شخصية دون خوان وهي اللحظية أو الأنية، فخوان لا يؤمن إلا بالوجود في المكان الواحد والزمان الحالي، اللحظة الراهنة هي التي تحدد ملامح الموقف وأبعاده، واللحظة عبارة عن متعة، وكل ما من شأنه أن يحد من التمتع باللحظة الراهنة يعد عقبة لابد من تخطيها.
خوان شخصية تحيا علي هامش الحياة، يحقق مبدأ الحرية الكاملة في مجتمع محكوم بنظام ذو قواعد معينة، وهو لا يقبل هذا النظام لا لأنه قبيح أو حسن، بل لأنه يحد من فرديته التي، حين يعيشها علي إطلاقها، يري كل ما هو خارج عن إطارها امرا نسبيا. حيث أن هذه الشخصية التي رسمها تيرسيو دي مولينا شحصية غير نمطية ومن هنا يعد دون خوان شخصية تهدد المجتمع ونظامه.

### دون خوان والعدالة الإلهية
كما رسم تيرسيو دي مولينا شخصية دون خوان لا تأبه بالتقاليد والأعراف وفي صراع دائم مع المجتمع، أدخله في صراع مع القوى الإلهية، خوان يؤمن بوجود الله ولكنه يعيش حياته غير عابئ بوجوده، إن فكرة الرب بالسبة له تتجسد في شبح أو ظل لا يتحول إلي حقيقة إلا لحظة الموت، الموت الذي لا يعني الاختفاء من الوجود وإنما يعني البعد عن منطقة العقاب، حيث يصل للموت دون سعى ويكون اللقاء الأخير بالنسبة له، الذي يمد إليه يده وفي اليد الأخري يحمل خنجرا يهدده به، حيث يقول:
| ساحر نساء أشبيلية (مسرحية) | آن لي أن أقتلك بالسيف ، و لكم تعبت آه ! هباء من إطلاق ضربات في الهواء | ساحر نساء أشبيلية (مسرحية) |

حيث يخضع دي مولينا دون خوان لعدالة الرب، ويصبح من المستحيل إخضاعه للعدالة البشرية، حيث أن مغامرته الأخير " العشاء مع دون جونثالو، انتشالته جذريا من سلطة البشر، إن دون خوان تينوريو الذي رسمه تيرسيو دي مولينا لا يسخر من ربه وإنما من يسخر دائما من العالم، ما دام هذا العالم حيا.